# 브라마나
《브라마나》(데바나가리: ब्राह्मणम् Brāhmaṇa, 영어: Brahmanas) 또는 《범서(梵書)》는 네 가지 베다의 주해서이자 야즈나 의식(儀式)의 정확한 수행 방법을 상세히 서술하고 있는 힌두교 경전으로, 슈루티에 속한다. 《브라흐마나》 또는 《제의서(祭儀書)》라고도 한다.
각 샤카(베다 학교)는 자신들만의 브라마나를 가지고 있었다. 십육대국 시대(700~300 BC)에 얼마나 많은 브라마나 문헌들이 있었는가는 알려져 있지 않다. 지금은 최소한 총 19권의 브라마나가 현존한다. 이들 중 2권은 《리그베다》와, 6권은 《야주르베다》와, 10권은 《사마베다》와, 나머지 한 권은 《아타르바베다》와 관련되어 있다. 또한 파편화된 형태로 보존된 약간의 문헌들이 있다. 이들 브라마나들의 분량은 서로 큰 차이가 있는데, 《야주르베다》 중 〈백야주르베다(Shukla Yajurveda)〉와 관련이 있는 《샤타파타 브라마나(Shatapatha Brahmana)》의 영문 번역본은 《동양의 경전(Sacred Books of the East)》 전집의 5권을 차지한다. 반면 《사마베다》와 관련이 있는 《밤사 브라마나(Vamsa Brahmana)》는 인쇄시 1페이지 안에 모두 들어간다.
《브라나마》는 베다의 신화, 철학, 의식에 대한 주해서이다. 《리그베다》의 경우 그 표현에 불확실성이 들어 있기도 하며 도그마적이지 않은데, 반면 《브라마나》에서는 베다의 만트라(mantra: 각각의 운문 단락)들이 결코 틀리지 않는 확실한 권능을 지니고 있다고 확신하고 있다. 《브라마나》에서는 베다의 텍스트들, 즉 만트라들은 바르게 표현되기만 한다면 틀림없이 권능을 발휘하게 된다고 주장하고 있다.

## 같이 보기
- 힌두교
- 베다
- 삼히타
- 아란야카
- 베다 산스크리트어